# ラージダーニー急行
ラージダーニー急行（Rajdhani Express, राजधानी एक्सप्रेस）は、インド国鉄が運行する急行列車の一種。クルーズトレインを除いた一般の乗客が乗れる列車としてはインドで最も運賃の高い高級列車の一つである。ラージダニーはヒンディー語で首都という意味があり、インドの首都であるとデリー（Delhi）と地方の主要都市（州都が多い）を結ぶことを意味する名前となっている。ラージダーニーはヒンディー語における長音を反映した表記であるが、日本ではこれを反映しないローマ字などの表記をもとにラジダニエクスプレス、ラージダニエクスプレス、ラジダーニエクスプレスなどと転写されることも多く表記には揺れがある。
本項では狭義のラージダーニー急行（Rajdhani Express）のほかに、2020年代より運転が始まった新型のテジャス型客車を用いるテジャスラージダーニー急行（Tejas Rajdhani Express）についても記述する。

## 概要
1969年、デリーと東部の大都市コルカタ（当時のカルカッタ）を結ぶ列車として登場した。デリー側のターミナル駅はニューデリー駅（नई दिल्ली、New Delhi 、国鉄略称NDLS）が多いが、南部の主要都市に向かう列車を中心にハズラト・ニザームッディーン駅(हज़रत निज़ामुद्दीन, Hazrat Nizamuddin、略称HZM)発着のものも多い。2021年より後述の新型Tejas型寝台客車を用いた列車がアナンドビハール駅（Anand Vihar、略称ANVT）発着で設定され、デリー側の3番目のターミナル駅となった。
表定速度（途中停車時間も含めた平均速度）は55㎞/h以上である。このためインド国鉄による急行列車の分類では、一般的な急行列車よりも速くて格上扱いのスーパーファスト級（superfast）の急行列車となっており加算運賃を徴収している。5桁の数字で表される列車番号（train number）もスーパーファスト級を示す12000番台、22000番台もしくは20000番台の番号が割り振られている。かつては4桁表示で2000番台であった。また、COVID-19の流行により）頭の1または2の代わりに0を付けたRajdhani Specialとして定期運転の臨時列車扱いとなっている列車がある。

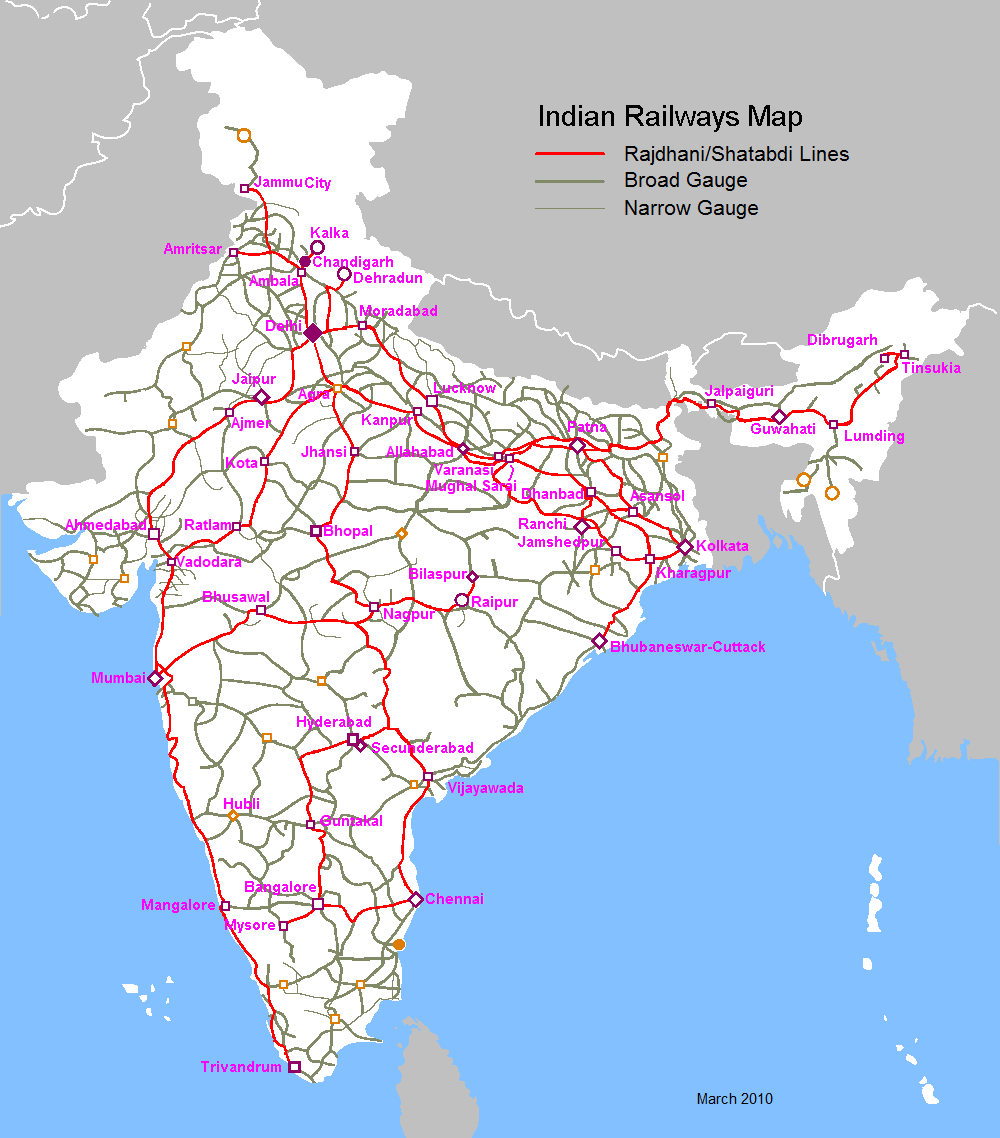
地方都市とデリーを結ぶラージダニー（図内の赤線）
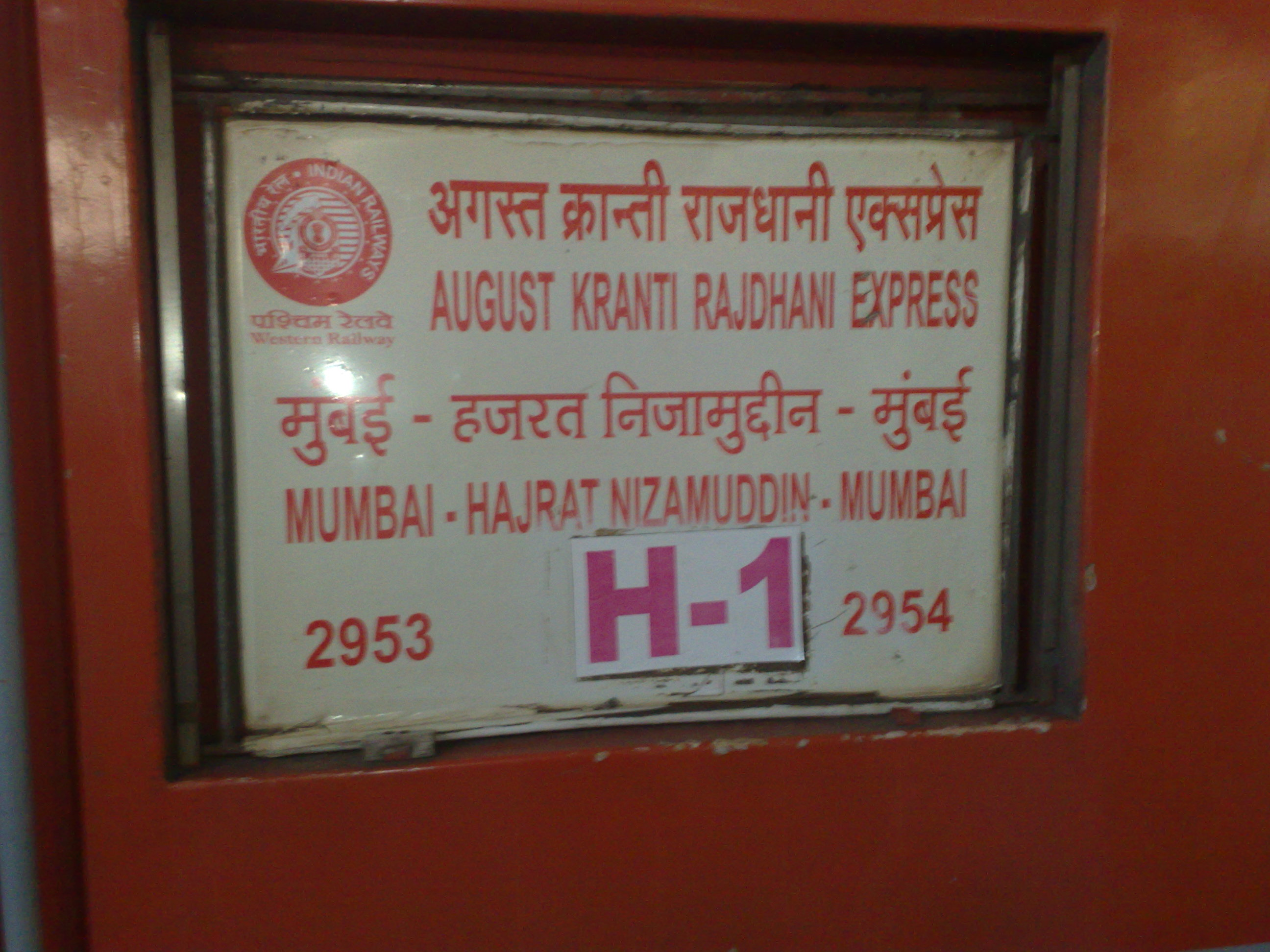
かつては2000番台であった

## 使用車両・サービス
登場時より機関車牽引の客車列車で運転されている。主要幹線は電化が進みつつありWAP7形機関車などの電気機関車の牽引による区間が増えているが、列車によっては一部にディーゼル機関車牽引も残る。典型的なものでは20両編成程度で運転される。先頭の機関車へのヘッドマーク等の掲出はなく、列車名や列車番号などの情報は客車側面に行先標（サボ）として表示される。
走行距離は一回の運転で1,500㎞から3,000㎞に及ぶ長距離列車であり、夜行寝台列車として運転される場合が多い。このために客車は寝台車でありかつ冷房が完備されている。インドの急行列車では一般的な非冷房の寝台車や座席車は連結しない。寝台車には等級があり一等寝台(二段寝台、通路との仕切りはドア付き個室で定員2名もしくは4名、通路を挟んだサイド寝台なし)、二等寝台(二段寝台、カーテン仕切り、通路を挟んで二段寝台あり)、三等寝台(三段寝台、仕切り無し、通路を挟んでサイドは二段寝台あり)がある。いずれも一区画（一室）は2人から6人での利用で設計されており、1人用の個室寝台のサービスはない。
客車は何れも全長24m級、幅3.2m級で新幹線車両に匹敵する大型客車である。ラージダニー用客車の塗装はICF型の時代より赤色系とされ一般的な急行列車が使う青色系の客車とは区別された。新型客車への置き換えもほかの列車より優先して行われ、2000年代以降従来のICF型客車から新型のLHB型客車への置き換えられた。LHB型客車は2000年代の登場にもかかわらずドアは手動開閉である。2020年代より自動ドアを装備したTejas型寝台客車の投入され旧来のLHB寝台車の置き換えが始まった。新しいTejas型客車は黄色みの強いオレンジ色である。
食堂車は連結されていないものの、食事を調整するパントリー車（pantry car、LHB型客車では車体側面にHOT BUFFET CARなどと表示されている）が編成内に連結されており、車内で温かい食事を摂ることができる。他の列車では食事料金は都度払いであるが、ラージダニー急行の場合は運賃に含まれており追加料金は発生しない。また、乗車時にはウエルカムサービスとして飲料と軽食が配られるなど、各種サービスはライバルとなる国内線航空機を意識したものとなっている。
このほかに電源車、荷物車および緩急車の機能を備えた車両が機関車直後と最後尾に連結される。

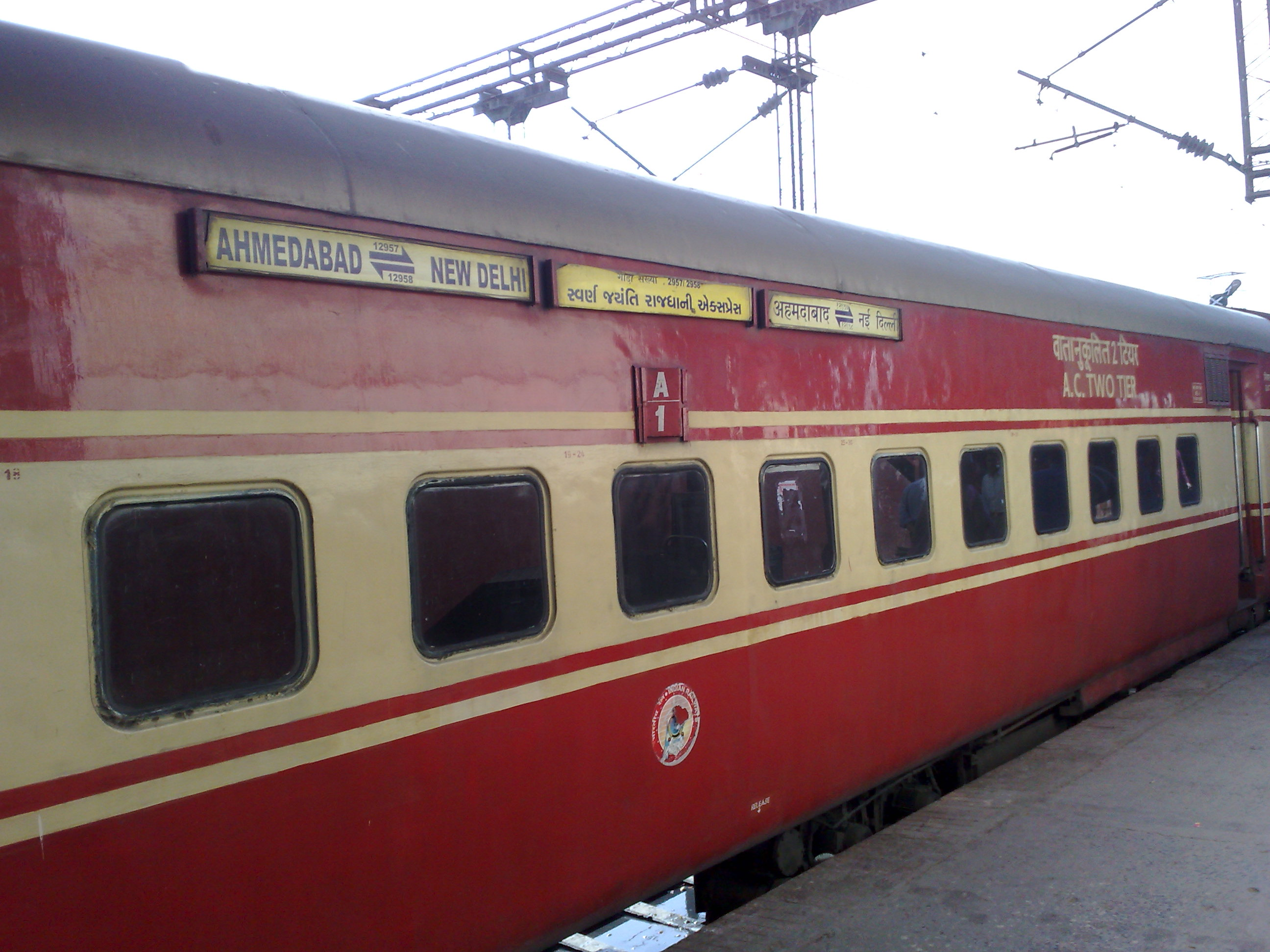
赤いICF型客車のラージダニー
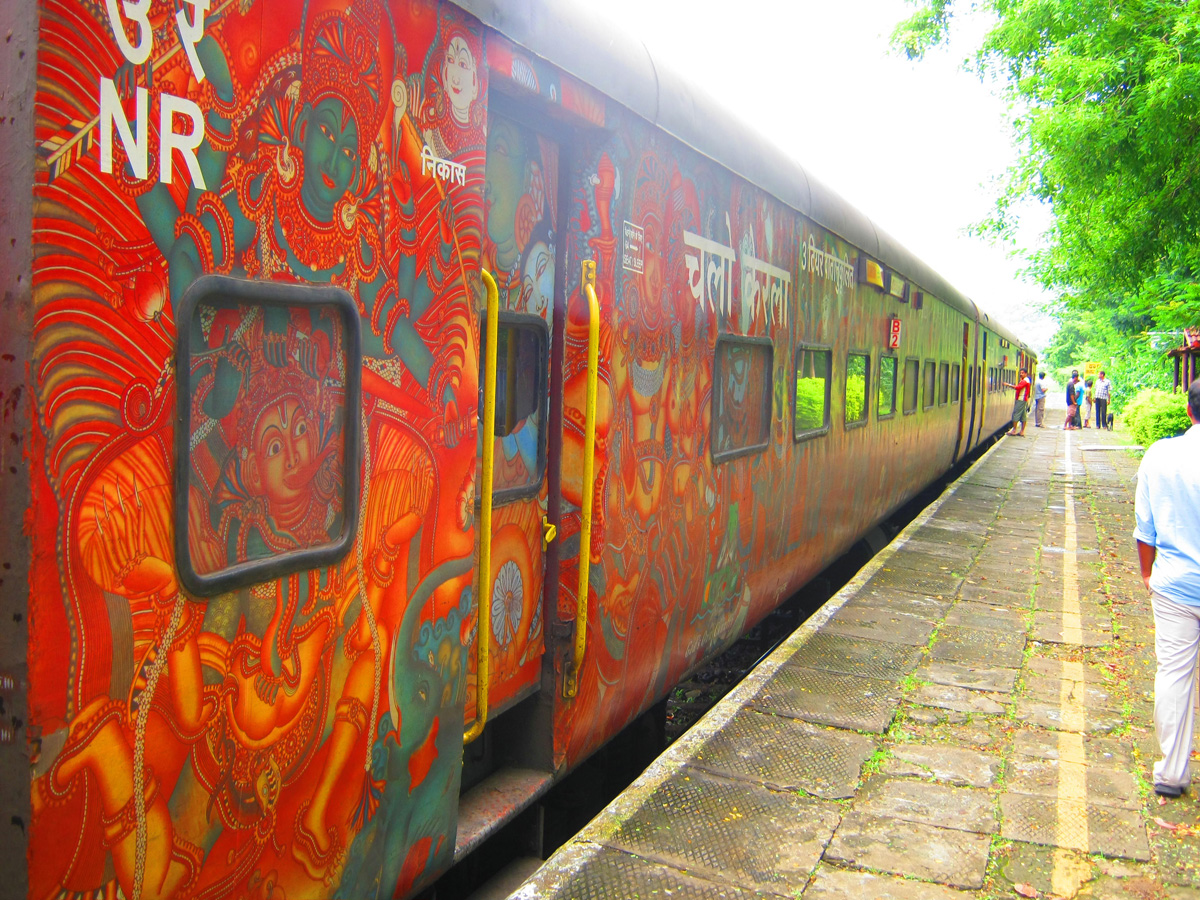
LHB客車のドアは手動の開き戸である
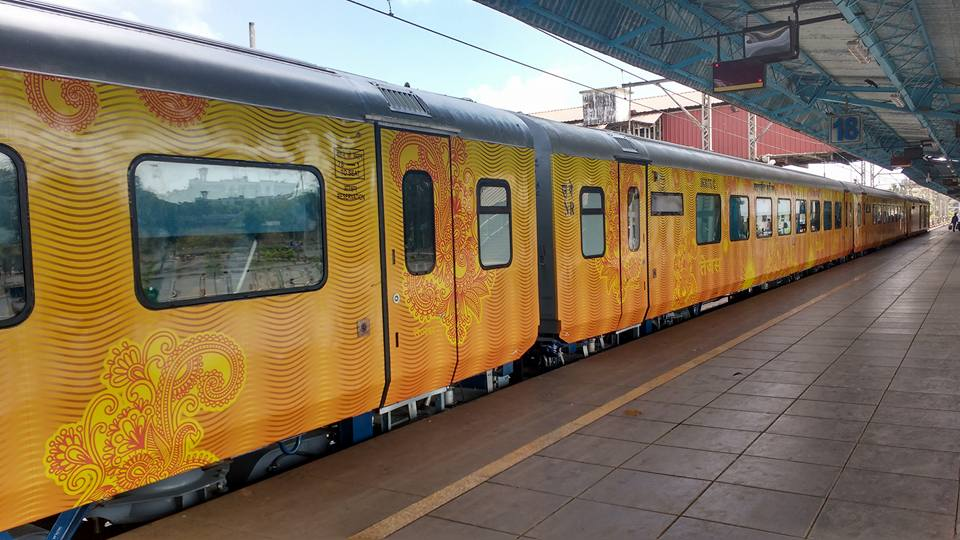
自動ドアを備える最新型のTejas型客車
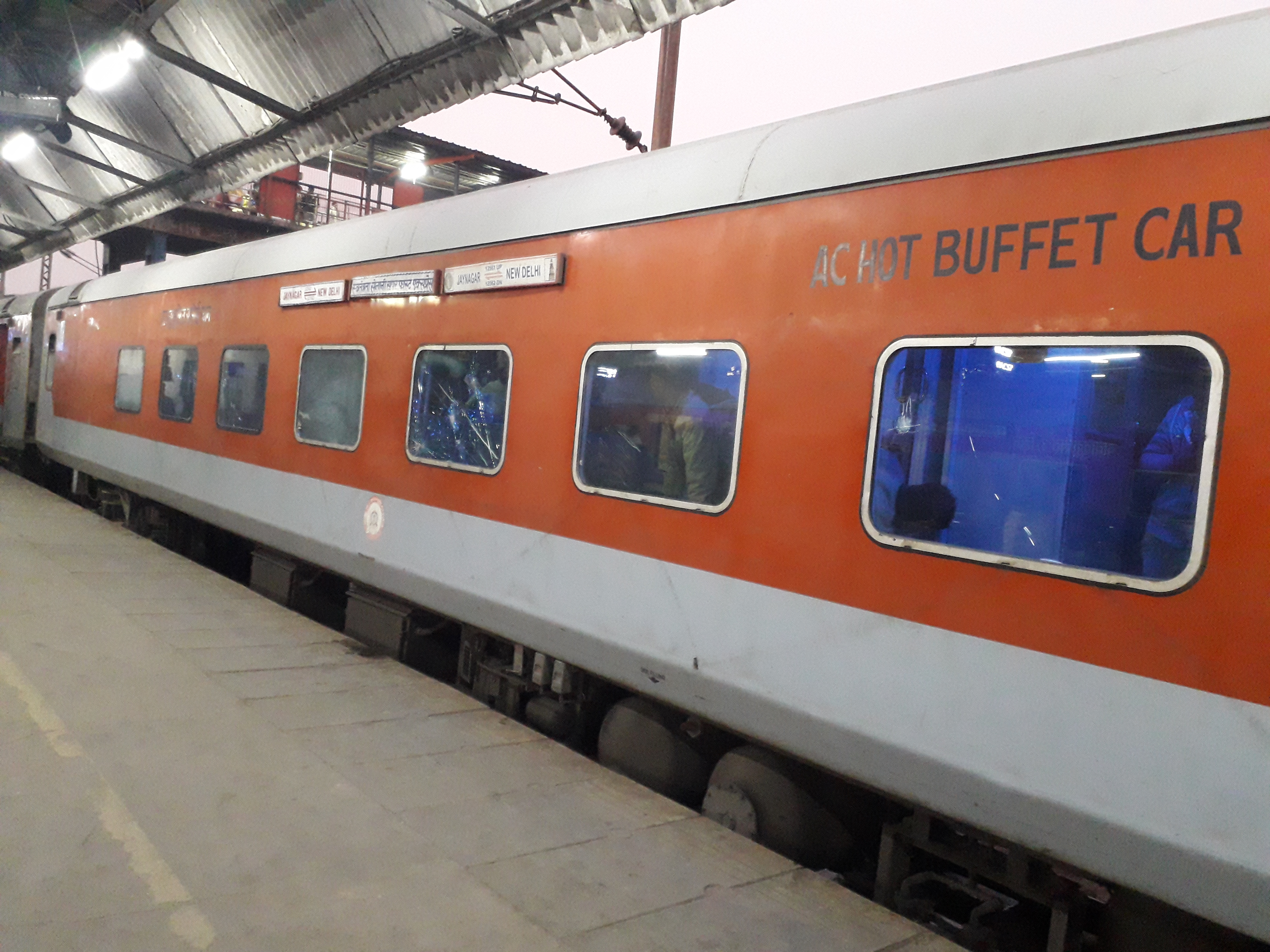
LHB型のパントリー車
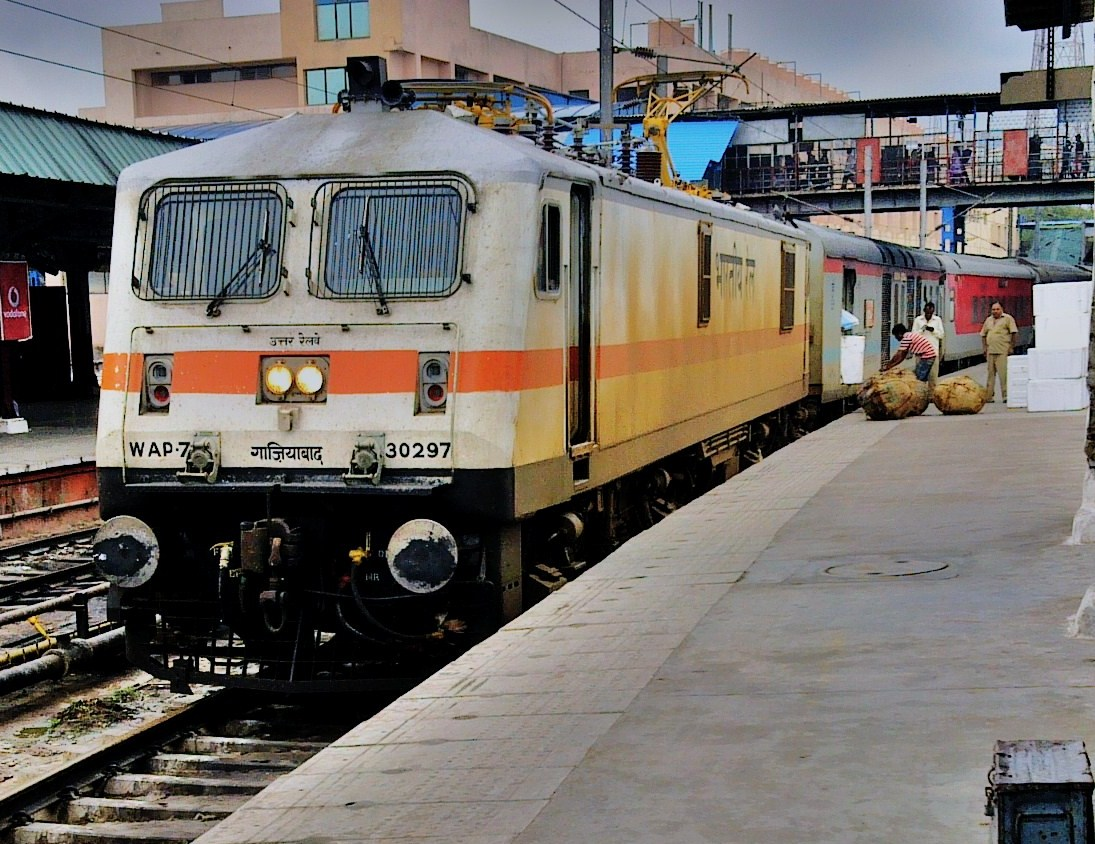
荷物車が連結される
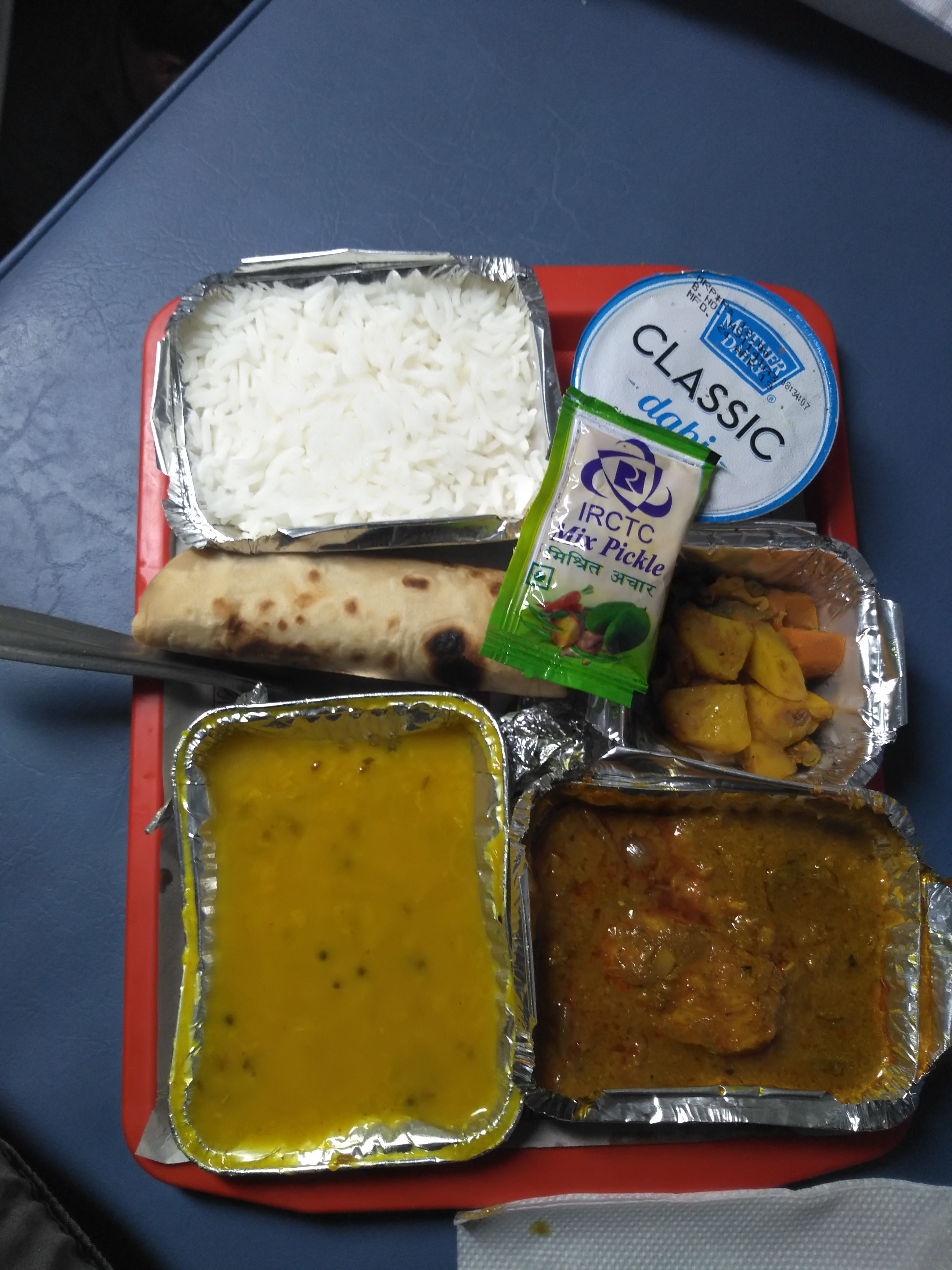
食事代は運賃に含まれる

## 運行路線
自動ドアを備えた新型客車を使用するTejas Rajdhaniも含めて記載する。Tejasの（）は新型客車に更新され改称された年を示す。
| 行先州                   | デリー市内始発駅     | 地方側終点都市および駅名                                   | 列車名                                                                  | 列車番号    | 走行距離            | 表定速度         | 運航開始年  |
| ------------------------ | -------------------- | ---------------------------------------------------------- | ----------------------------------------------------------------------- | ----------- | ------------------- | ---------------- | ----------- |
| アッサム州               | ニューデリー駅       | Dibrugarh Town                                             | Dibrugarh Town Rajdhani (Barauni経由)                                   | 12423/12424 | 2,434 km (1,512 mi) | 75 km/h (47 mph) | 1996        |
| アッサム州               | ニューデリー駅       | Dibrugarh                                                  | Dibrugarh Rajdhani (via Bogibeel Bridge)                                | 20505/20506 | 2,458 km (1,527 mi) | 68 km/h (42 mph) | 1999        |
| アッサム州               | ニューデリー駅       | Dibrugarh                                                  | Dibrugarh Rajdhani Express (via Moranhat)                               | 20503/20504 | 2,452 km (1,524 mi) | 68 km/h (42 mph) | 2010        |
| チャッティースガル州     | ニューデリー駅       | ビラースプル ジャンクション駅 (国鉄略称BSP)                | Bilaspur Rajdhani                                                       | 12441/12442 | 1,501 km (933 mi)   | 74 km/h (46 mph) | 2001        |
| ゴア州                   | ニザムディーン駅     | Madgaon Junction                                           | Madgaon Rajdhani                                                        | 22413/22414 | 2,094 km (1,301 mi) | 71 km/h (44 mph) | 2015        |
| グジャラート州           | ニューデリー駅       | アフマダーバード ジャンクション駅（国鉄略称ADI）           | Swarna Jayanti Rajdhani （別名 Ahmedabad Rajdhani）                     | 12957/12958 | 934 km (580 mi)     | 68 km/h (42 mph) | 1998        |
| ジャンムー・カシミール州 | ニューデリー駅       | Jammu Tawi                                                 | Jammu Tawi Rajdhani                                                     | 12425/12426 | 582 km (362 mi)     | 64 km/h (40 mph) | 1994        |
| ジャールカンド州         | ニューデリー駅       | ラーンチー ジャンクション駅（国鉄略称RNC）                 | Ranchi Rajdhani (via Bokaro)                                            | 20839/20840 | 1,305 km (811 mi)   | 74 km/h (46 mph) | 2001        |
| ジャールカンド州         | ニューデリー駅       | ラーンチー ジャンクション駅（国鉄略称RNC）                 | Ranchi Rajdhani (via Daltonganj)                                        | 12453/12454 | 1,341 km (833 mi)   | 76 km/h (47 mph) | 2006        |
| カルナータカ州           | ニザムディーン駅     | ベンガルール ケーエスアール駅（別名シティ駅、国鉄略称SBC） | Bengaluru Rajdhani                                                      | 22691/22692 | 2,365 km (1,470 mi) | 70 km/h (43 mph) | 1992        |
| ケーララ州               | ニザムディーン駅     | ティルヴァナンタプラム セントラル駅（国鉄略称TVC）         | Thiruvananthapuram Rajdhani                                             | 12431/12432 | 3,149 km (1,957 mi) | 74 km/h (46 mph) | 1993        |
| マハーラーシュトラ州     | ニザムディーン駅     | ムンバイ シーエスティー駅（国鉄略称CSMT）                  | Mumbai CSMT Rajdhani                                                    | 22221/22222 | 1,535 km (954 mi)   | 86 km/h (53 mph) | 2019        |
| オリッサ州               | ニューデリー駅       | ブバネーシュワル ブバネーシュワル駅 (国鉄略称BBS)          | Bhubaneswar Rajdhani (via Adra)                                         | 22811/22812 | 1,723 km (1,071 mi) | 76 km/h (47 mph) | 1994        |
| オリッサ州               | ニューデリー駅       | ブバネーシュワル ブバネーシュワル駅 (国鉄略称BBS)          | Bhubaneswar Rajdhani (via Bokaro)                                       | 22823/22824 | 1,800 km (1,100 mi) | 74 km/h (46 mph) | 2003        |
| オリッサ州               | ニューデリー駅       | ブバネーシュワル ブバネーシュワル駅 (国鉄略称BBS)          | Bhubaneswar Rajdhani (via Rourkela )                                    | 20817/20818 | 1,914 km (1,189 mi) | 71 km/h (44 mph) | 2018        |
| タミル・ナードゥ州       | ニザムディーン駅     | チェンナイ セントラル駅（国鉄略称MAS）                     | Chennai Rajdhani                                                        | 12433/12434 | 2,175 km (1,351 mi) | 77 km/h (48 mph) | 1993        |
| テランガーナ州           | ニザムディーン駅     | シカンダラーバード ジャンクション駅（国鉄略称SC）          | Secunderabad Rajdhani                                                   | 12437/12438 | 1,661 km (1,032 mi) | 76 km/h (47 mph) | 2002        |
| 西ベンガル州             | ニューデリー駅       | コルカタ ハウラー駅（国鉄略称HWH）                         | Howrah Rajdhani (ガヤ経由)                                              | 12301/12302 | 1,447 km (899 mi)   | 85 km/h (53 mph) | 1969        |
| 西ベンガル州             | ニューデリー駅       | コルカタ ハウラー駅（国鉄略称HWH）                         | Howrah Rajdhani (パトナ経由)                                            | 12305/12306 | 1,530 km (950 mi)   | 79 km/h (49 mph) | 1969        |
| 西ベンガル州             | ニューデリー駅       | コルカタ シアルダー駅 (国鉄略称SDAH)                       | Sealdah Rajdhani                                                        | 12313/12314 | 1,453 km (903 mi)   | 82 km/h (51 mph) | 2000        |
| ビハール州               | ニューデリー駅       | パトナー ラジェンドラ・ナガル駅 (国鉄略称RJPB)             | Rajendra Nagar-New Delhi Tejas Rajdhani Special （別名 Patna Rajdhani） | 12437/12438 | 1,661 km (1,032 mi) | 76 km/h (47 mph) | 1996 (2021) |
| マハーラーシュトラ州     | ニューデリー駅       | ムンバイ セントラル駅 (国鉄略称MMCT)                       | Mumbai Tejas Rajdhani Special                                           | 12951/12952 | 1,387 km (862 mi)   | 90 km/h (56 mph) | 1972 (2021) |
| マハーラーシュトラ州     | ニザムディーン駅     | ムンバイ セントラル駅 (国鉄略称MMCT)                       | August Kranti Tejas Rajdhani                                            | 12953/12954 | 1,377 km (856 mi)   | 79 km/h (49 mph) | 1992 (2021) |
| トリプラ州               | アナンド・ビハール駅 | アガルタラ アガルタラ駅 (略称AGTL)                         | Agartala Tejas Rajdhani                                                 | 20501/20502 | 2,427 km (1,508 mi) | 58 km/h (36 mph) | 2017 (2021) |

## 関連項目

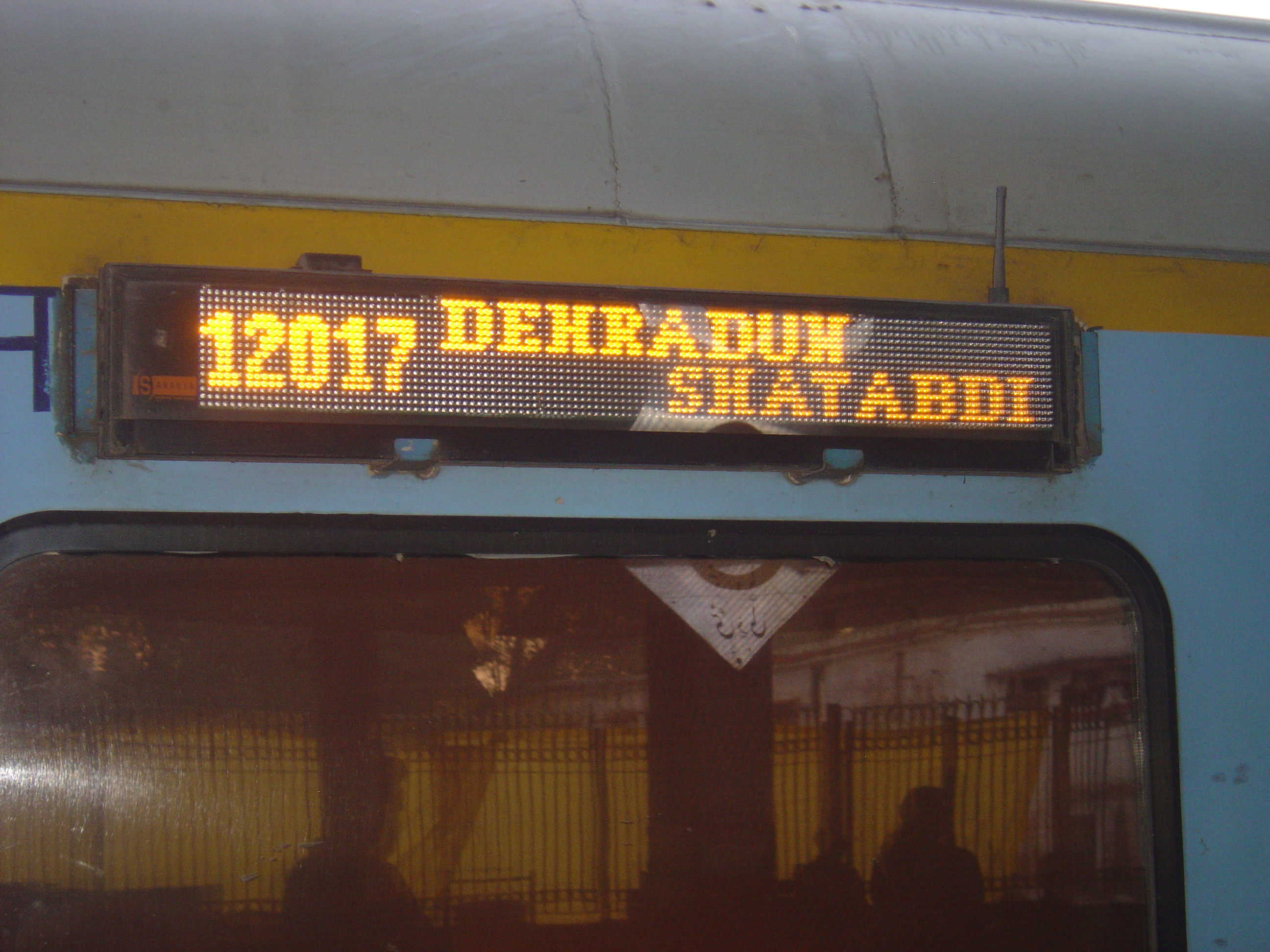
列車番号は12000番台を使用するシャタブディ
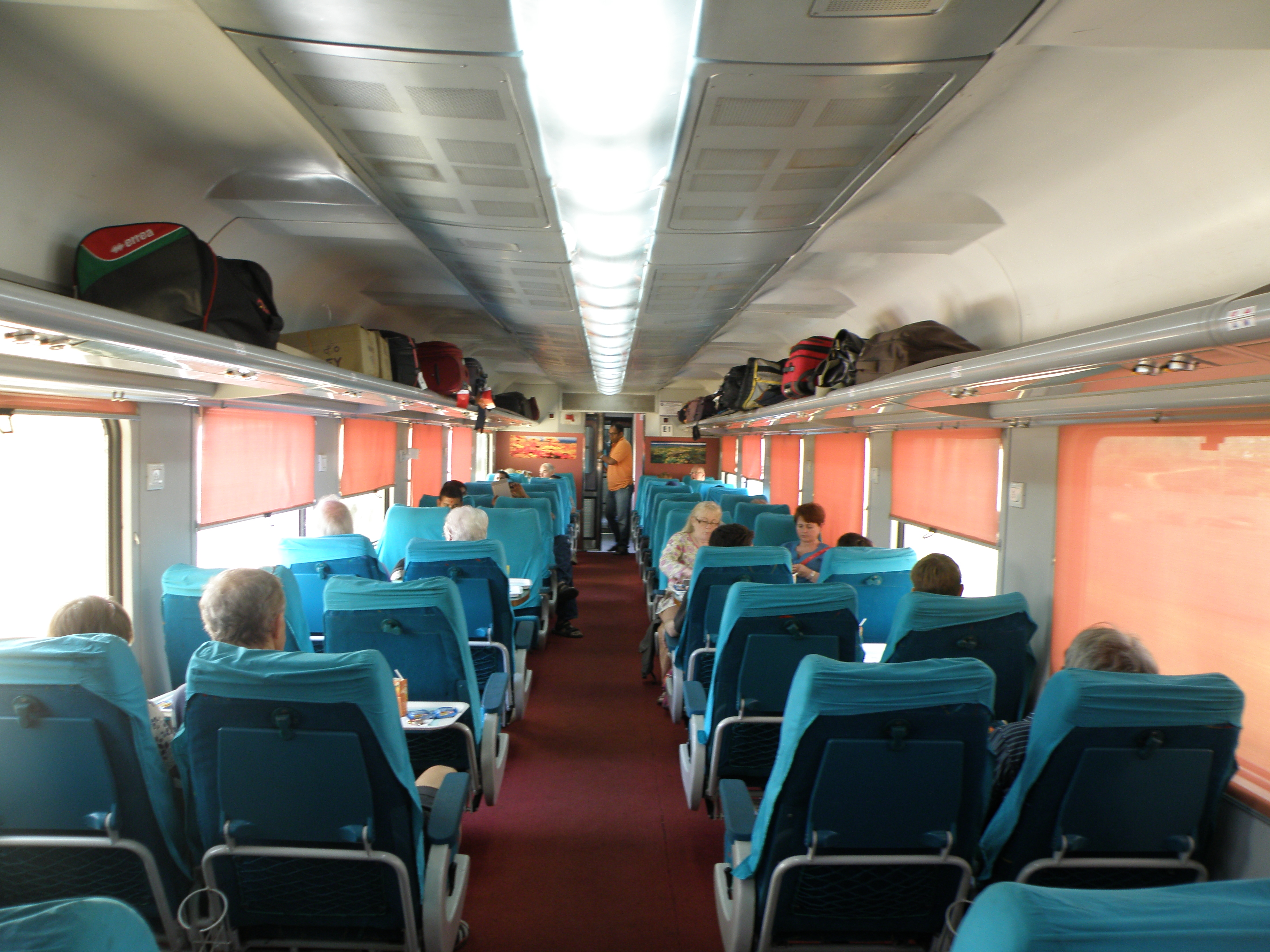
2+2列の座席が並ぶ一等車。固定窓の冷房車である
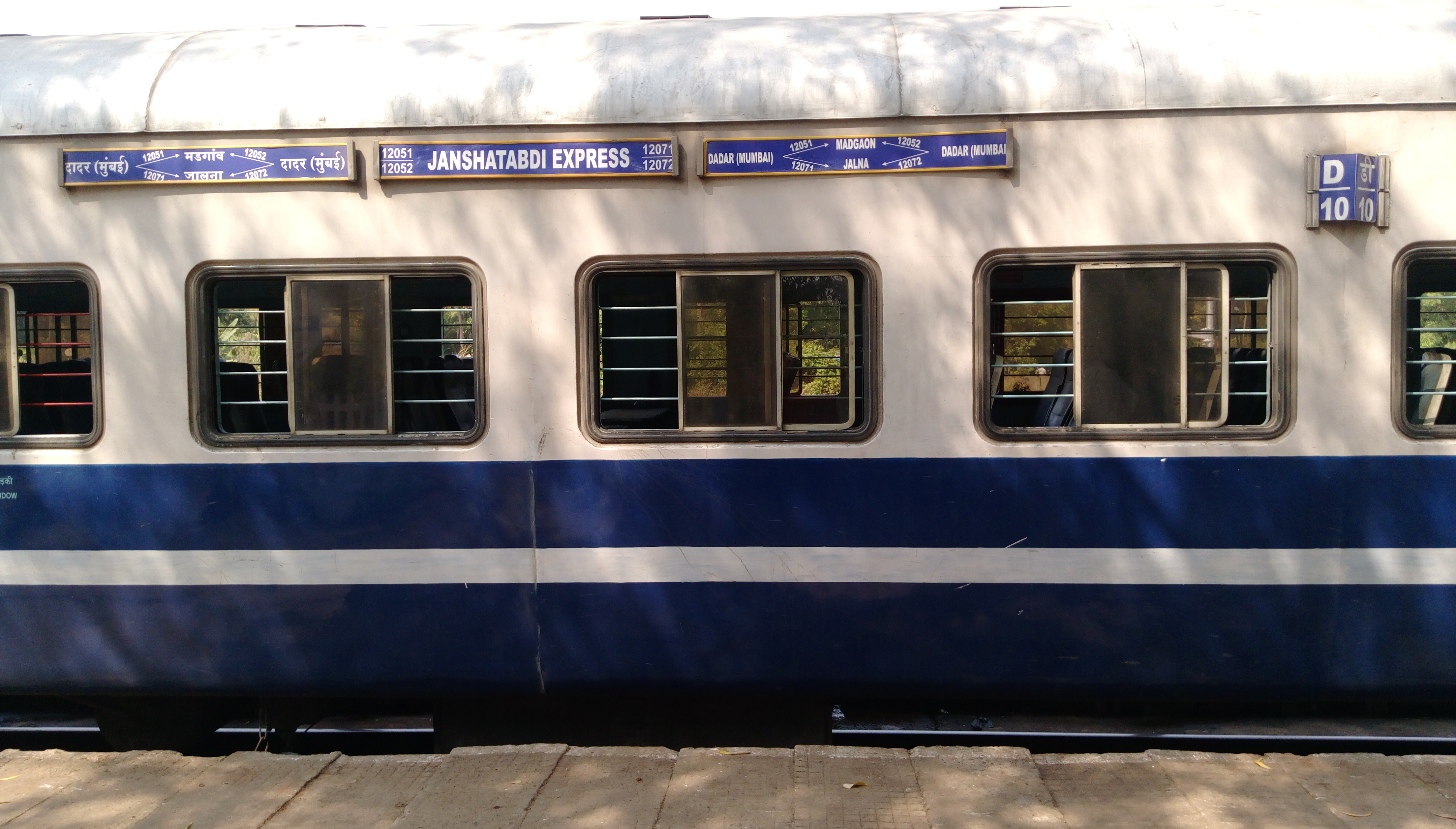
窓が開く非冷房車を含むジャン・シャターブディ

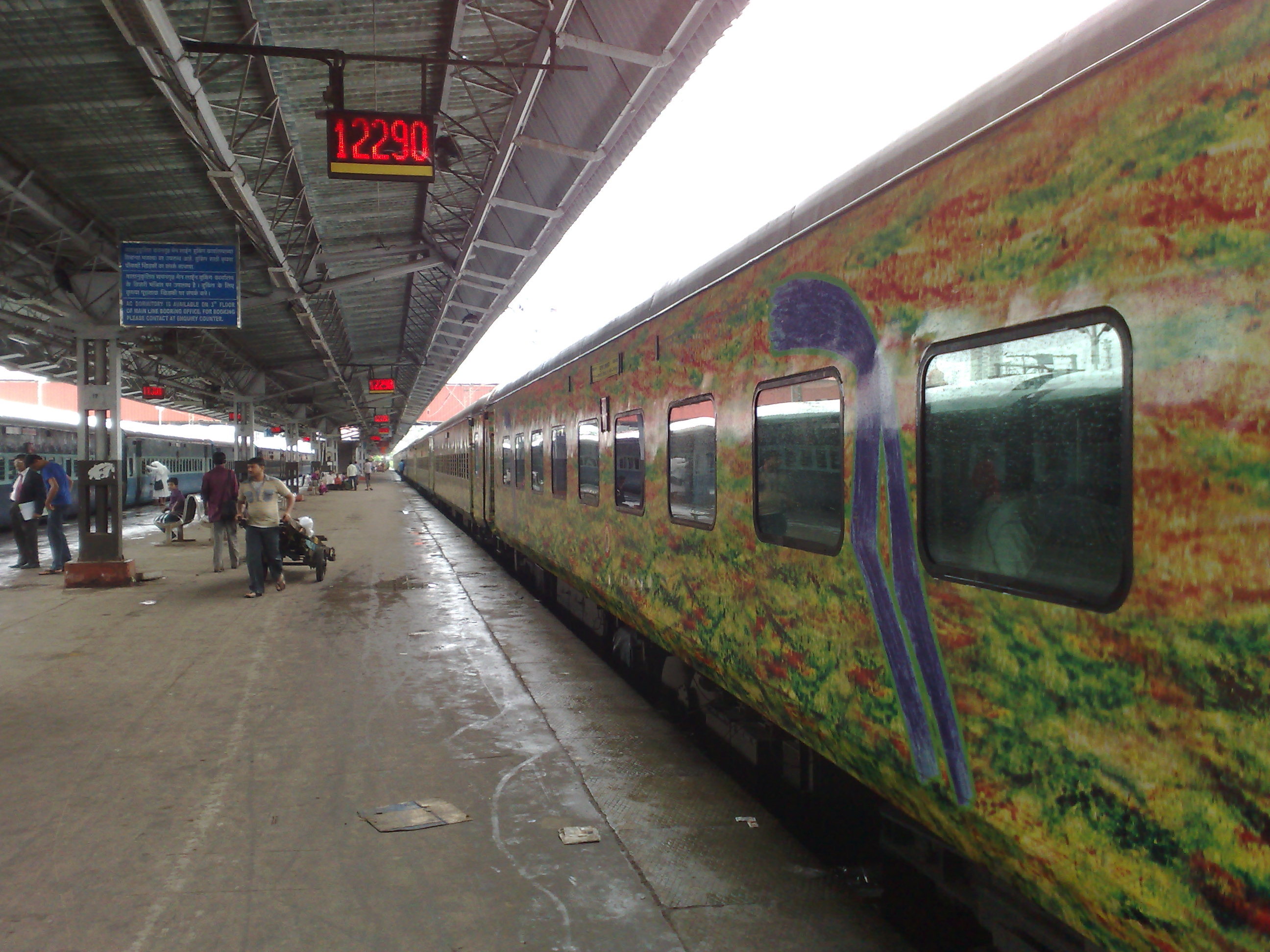
迷彩柄のような客車を用いる